# A randiguru
A randiguru (eredeti cím: Hitch) 2005-ben bemutatott amerikai romantikus filmvígjáték, melyet Andy Tennant rendezett. A főbb szerepekben Will Smith, Eva Mendes, Kevin James és Amber Valletta látható.
A film főszereplője, Alex „Hitch” hivatásos randevúzási tanácsadó férfiakat tanít meghódítaniuk álmaik nőjét. Legújabb kuncsaftja sok fejfájást okoz neki, miközben egy rámenős újságírónő is érdeklődik a sztorija iránt.
Az Amerikai Egyesült Államokban 2005. február 11-én, Magyarországon március 10-én mutatták be a mozikban. Összességében jól teljesített a jegypénztáraknál és a kritikusok is kedvezően fogadták.

## Cselekmény
Alex „Hitch” Hitchens (Will Smith) hivatásos „randidoktor”, azaz férfiakat tanít meg az udvarlás művészetére, egy hosszútávú párkapcsolat kialakításának érdekében. Miközben legújabb ügyfelét, az esetlen Albert Brennamant (Kevin James) tanítgatja – aki fülig szerelmes híres és népszerű kolléganőjébe, Allegra Cole-ba (Amber Valletta) –, Hitch is érdeklődni kezd egy nő, Sara Melas (Eva Mendes) iránt. Sara egy újságnál vezet pletykarovatot és megszállottan végzi munkáját. Bár Albert és Allegra kapcsolata kezd egyre jobban elmélyülni, Hitch rájön, ismerkedési taktikái nem működnek Sara esetében. Ugyanakkor lenyűgözőnek találja a nő azon képességét, hogy könnyedén kiismeri az embereket. Az ismerkedésük során Hitch nem árulja el Sarának valódi foglalkozását, önmagára csak tanácsadóként utalva.
Hitch találkozik Vance Munsonnal (Jeffrey Donovan), aki arra próbálja felhasználni a férfi segítségét, hogy manipulációval ágyba vigye Sara munkatársát és legjobb barátnőjét, Caseyt (Julie Ann Emery). Habár Hitch megtagadja tőle a segítséget, Vance eléri célját és ezután elhiteti Sarával, hogy Hitchnek köszönhetően sikerült összetörnie Casey szívét.
Hitch valódi személyazonosságát megismerve Sara bosszúból egy leleplező cikket ír a randigururól. Allegra és Albert párkapcsolata tönkremegy, Hitch vállalkozása pedig szintén megszenvedi a leleplezést. Egy rapidrandin, ahová Hitch beoson, Sara és Casey konfrontálódik a randiguruval és megemlítik Vance nevét. Hitch elmagyarázza nekik, hogy nem csupán visszautasította a férfit, hanem éppen a Vance-hez hasonló férfiak miatt van szükség a randiguru-szolgáltatásra: a nők próbálják megvédeni magukat tőlük, de emiatt egy őszinte párkapcsolat kialakítása is sokkal nehezebbé válik.
Ezek után Hitch megpróbálja megmenteni Albert és Allegra párkapcsolatát. Allegrával beszélgetve felismeri, hogy ügyfelei – köztük Albert – valójában nem az ő tanácsai miatt lettek sikeresek, ő csupán némi önbizalmat adott nekik. A valódi sikert azzal érték el, hogy önmagukat adták. Allegra és Albert kibékül egymással, a film végén pedig összeházasodnak, Hitch és Sara párkapcsolata is tovább folytatódik.

## Szereplők
| Színész           | Szerep                | Magyar hang    |
| ----------------- | --------------------- | -------------- |
| Will Smith        | Alex „Hitch” Hitchens | Kálid Artúr    |
| Eva Mendes        | Sara Melas            | Bertalan Ágnes |
| Kevin James       | Albert Brennaman      | Holl Nándor    |
| Amber Valletta    | Allegra Cole          | Ruttkay Laura  |
| Julie Ann Emery   | Casey Sedgewick       | Martin Adél    |
| Adam Arkin        | Max                   | Konrád Antal   |
| Robinne Lee       | Cressida Baylor       | Kerekes Andrea |
| Nathan Lee Graham | Geoff                 | Kassai Károly  |
| Michael Rapaport  | Ben                   | Kapácsy Miklós |
| Jeffrey Donovan   | Vance Munson          | Breyer Zoltán  |
| Paula Patton      | Mandy                 | Bíró Yvette    |
| Kevin Sussman     | Neil                  | Kossuth Gábor  |
| Ato Essandoh      | Tanis                 | Schnell Ádám   |

## A film készítése
A film költségvetése 70 millió amerikai dollár volt.
Will Smith elmondta, hogy a latin-amerikai származású Eva Mendesnek azért ajánlották fel a szerepet, mert a producerek aggódtak a közönség reakciói miatt: ha fehér bőrű színésznőt választanak az afroamerikai Smith mellé, a tabunak számító „fekete-fehér” románcot sok amerikai néző nehezményezheti. Abban az esetben pedig, ha mindkét főszereplő afroamerikai, a fehér bőrű mozilátogatók távolmaradásától tartottak. Ezért a probléma „áthidalásaként” a kubai származású Mendesre esett a választás. Ezáltal Mendes lett az első, kisebbségi származású színésznő, aki egy romantikus vígjáték főszereplőjeként tűnik fel a filmvásznon. Amber Valletta és Kevin James számára szintén A randiguru jelentette az első komolyabb filmes szerepet, James korábban főként csak televíziós sorozatokban szerepelt.
Aisvarja Rai bollywoodi színésznő mellékszereplőként feltűnt volna a filmben, de időbeosztása miatt vissza kellett utasítania a szerepet.
A randiguru eredeti címe „The Last First Kiss” („Az utolsó első csók”) lett volna.

## Filmzene
A filmben elhangzó zenéket tartalmazó album 2005. február 8-án jelent meg, a Columbia Records kiadásában. Az albumon főként R'n'B, soul, hiphop és diszkó stílusú dalok hallhatóak.
1. Amerie – „1 Thing” (Rich Harrison / Amerie Rogers / Stanley Walden) – 4:02
2. John Legend – „Don't You Worry 'Bout a Thing” (Stevie Wonder) – 4:46
3. Sleepy Brown / Earth, Wind & Fire / Kelly Rowland – „This Is How I Feel” (Pat Brown / Ray Murray / Rico Wade) – 4:13
4. Nate Dogg / Ghostface Killah / Mark Ronson – „Ooh Wee” (Bobby Hebb) – 3:30
5. Heavy D & the Boyz  – „Now That We Found Love” (Kenny Gamble / Leon Huff) – 4:19
6. Joe Smith – „Happy” (Toby Gad / Meleni Smith) – 3:54
7. The O'Jays – „Love Train” (Kenny Gamble / Leon Huff) – 2:59
8. The Temptations – „I Can't Get Next to You” (Barrett Strong / Norman Whitfield) – 2:45
9. Jimmy Cliff – „You Can Get It if You Really Want” (Jimmy Cliff) – 2:40
10. Martha Reeves / Martha & the Vandellas / The Vandellas – „It's Easy to Fall in Love (With a Guy Like You)” – 2:18
11. Earth, Wind & Fire – „Reasons” (Philip Bailey / Charles Stepney / Maurice White) – 5:01
12. Omarion – „Never Gonna Let You Go (She's a Keepa)” (R. Bell / Ronald Bell / George "Funky" Brown / Joel Campbell / Allen Gordon, Jr. / Claydes Smith / Richard Westfield) – 3:37
13. Kevin Lyttle – „Turn Me On” (Arnold Hennings / Daron Jones / Michael Keith / Kevin Lyttle / Quinnes Parker / Marvin Scandrick) – 5:06

## Fogadtatás

### Bevételi adatok
A 2005. február 11-én bemutatott film jól teljesített a jegypénztáraknál. Az Egyesült Államokban 179,5 millió, míg a többi országban 188,6 millió amerikai dolláros bevételt, világszerte összesen kb. 368	millió dolláros bevételt ért el. Az Egyesült Államokban a nyitóhétvégén 43,1 millió dollárt termelt, amivel a hét legjobb helyezését érte el.

### Kritikai visszhang
A kritikusok jól fogadták a filmet: a Rotten Tomatoes weboldalon 180 kritika alapján 69%-os értékelést kapott, az oldal konszenzusa alapján „a film kiszámíthatósága ellenére Will Smith és Kevin James dicséretet érdemel alapos és szívmelengető alakításáért”.

## Fordítás
Ez a szócikk részben vagy egészben  a   Hitch (film) című angol Wikipédia-szócikk fordításán alapul.  Az eredeti cikk szerkesztőit annak laptörténete sorolja fel. Ez a jelzés csupán a megfogalmazás eredetét és a szerzői jogokat jelzi, nem szolgál a cikkben szereplő információk forrásmegjelöléseként.